# Blakes Estate Stadium
Das Blakes Estate Stadium ist ein Fußballstadion auf der karibischen Insel Montserrat, die zu den Kleinen Antillen gehört. Es liegt östlich von St. John’s in der Gemeinde St. Peters. 1000 Zuschauer finden auf der Anlage Platz. Am 2. April 2002 erhielt die Anlage den offiziellen Namen „MFA Inc. Complex“. Die Fertigstellung erfolgte mit Mitteln aus FIFA-Fonds.